# Flammoconcha compressivoluta
Flammoconcha compressivoluta är en snäckart som först beskrevs av Reeve 1852.  Flammoconcha compressivoluta ingår i släktet Flammoconcha och familjen Charopidae. Inga underarter finns listade i Catalogue of Life.